# Lehre und Matura
Lehre und  Matura (auch Lehre mit Matura oder Berufsmatura oder Lehre mit Reifeprüfung oder Lehre PLUS Matura) ist eine Form der ausbildungsbegleitenden Matura in Österreich. Sie wurde in Tirol und Kärnten entwickelt und ab 2009 vom Bundesministerium für Bildung österreichweit vereinheitlicht eingeführt.
Seit 2009 ist es möglich in einer dualen Ausbildung die Lehre und die Matura zu absolvieren. Der Lehrling besucht neben der Lehrausbildung die Vorbereitung auf die Matura und die für ihn zuständige Fachberufsschule. Der Lehrling schließt mit 2 Zeugnissen ab: einem Lehrabschlussprüfungszeugnis und einem Berufsschulzeugnis. Die vier Teilprüfungszeugnisse der Maturavorbereitungskurse reicht der Lehrling nach dem Lehrabschluss an der Schule ein, an welcher er die Schulprüfung abgelegt hat (abhängig von Lehrberuf und Fachbereich) und erhält damit ein vollwertiges Maturazeugnis, wie die Reife- und Diplomprüfung einer berufsbildenden höheren Schule. Dieser Maturabschluss berechtigt die Absolventen zu einem Studium an einer Fachhochschule oder Universität in Österreich sowie für Positionen im gehobenen Verwaltungsdienst.

## Geschichte
Im Jahr 1997 wurde durch ein Bundesgesetz, das Berufsreifeprüfungsgesetz, die Möglichkeit geschaffen, nach einer Lehrabschlussprüfung die Matura ablegen zu können. Auf Basis dieses Gesetzes wurde 1999 vom Land Tirol, dem Landesschulrat Tirol und dem Berufsförderungsinstitut Tirol ein Finanzierungsmodell für Lehrlinge, welche die Berufsreifeprüfung an einer Berufsschule besuchen, entwickelt. 2004 entstand das erste Modell, welches später als das speziell auf Lehrlinge ausgerichtete Konzept Lehre und Matura diskutiert, und 2008 im Rahmen eines Pilotprojekts von der Tiroler Wirtschaftskammer erstmals finanziert wurde; von 160 Bewerbern wurden die besten 28 angenommen. Ende 2008 wurden die Kosten weiterer Lehrgänge zuerst von Land Tirol und Wirtschaftskammer Tirol übernommen, danach ist dieses Tiroler Modell der „Lehre und Matura“ in die finanzielle Förderung des Bundes aufgenommen worden und wird seit 2009 flächendeckend kostenfrei für Bewerber in ganz Österreich angeboten.
Die Finanzierung des Modells erfolgt über den Bund und die Länder. Die durchführenden Bildungsinstitutionen sind das Wirtschaftsförderungsinstitut (WIFI) und das Berufsförderungsinstitut (BFI). Kooperationspartner sind die Berufsschulen.
2020 haben sich die beiden Bildungsinstitute BFI Tirol und WIFI Tirol zusammengeschlossen und den Verein zur Förderung der Berufsmatura in Tirol gegründet, um das Modell an die neue Gesetzeslage (gültig seit 2020) anzupassen. Die Zielsetzung des Vereins ist es, durch individuelle Kursangebote und eine verstärkte Eingangsberatung die Dropout-Rate zu senken.

## Neuregelung der Förderrichtlinie ab 1. Juli 2020
Für alle Teilnehmer, die seit 1. Juli 2020 im Ausbildungsmodell sind, gilt die überarbeitete Förderrichtlinie des Bundesministerium für Bildung (BMB), welche die Rahmenbedingungen der Lehre PLUS Matura neu regeln.
Dies sind
- Ein mehrstufiges Aufnahmeverfahren mit einem Motivationsschreiben, einer Eingangsberatung, einer Potentialanalyse und Vorkursen in Deutsch, Mathe und einer lebenden Fremdsprache
- Individueller Ausbildungsplan wird zusammen vom Bildungsinstitut und Lehrling erarbeitet
- Eine kursmäßige Organisation, die sich nicht am Schuljahr, sondern an einem Unterrichtsfach orientiert
- Mindestens eine erfolgreich abgelegte Matura-Teilprüfung vor dem Lehrzeitende, um die Weiterfinanzierung nach dem Lehrabschluss zu erhalten
- Maximal 5 Jahre im Fördermodell mit insgesamt 900 Unterrichtseinheiten

## Neuregelung der Förderrichtlinie ab 1. Jänner 2016
Für Teilnehmer, die ab 1. Jänner 2016 in die Lehre und Matura einsteigen, gilt die überarbeitete Förderrichtlinie des Bundesministerium für Bildung (BMB), welche die Rahmenbedingungen der Lehre und Matura neu regelt.
Dies sind
- Ein mehrstufiges Aufnahmeverfahren mit einer Eingangsphase und einem Abschlussgespräch
- Eine kursmäßige Organisation, die sich nicht am Schuljahr, sondern an einem Unterrichtsfach orientiert
- Mindestens eine erfolgreich abgelegte Matura-Teilprüfung vor dem Lehrzeitende, um die Weiterfinanzierung nach dem Lehrabschluss zu erhalten
- Die maximal dreijährige Weiterfinanzierung der Ausbildung nach dem Lehrzeitende
- Teilnehmer, die vor 2016 in das Modell eingestiegen sind, haben wie bisher eine maximale Weiterfinanzierung von 5 Jahren nach dem Lehrabschluss.

## Aufbau des Bundesmodells Lehre und Matura
Im Unterschied zur Berufsreifeprüfung (Berufsmatura, Matura nach dem Lehrabschluss) absolviert der Lehrling im Modell Lehre und Matura die Maturaausbildung während der Lehrzeit. An der klassischen Lehre ändert sich nichts, man kann in jedem Lehrberuf zusätzlich die Matura machen, unabhängig von der Art des Lehrberufs und der Dauer der Lehre.
Neben der regulären Lehrausbildung besucht der Lehrling die Fächer Deutsch, Mathematik, eine lebende Fremdsprache und den Fachbereichskurs. Der Lehrling kann die Kurse am Freitag am Vormittag oder Nachmittag (integriertes Modell, Tageskurs während der Lehrzeit) oder 1–2 Abende pro Woche (begleitendes Modell, Abendvariante, Maturavorbereitungskurs in der Freizeit) besuchen.
- Lehrpläne: in den Lehre und Matura Kursen wird seit 2011 nach einem neuen, kompetenzbasierten Lehrplan unterrichtet
- Lehrzeitverlängerung: Eine Lehrzeitverlängerung kann beim integrierten Modell in Anspruch genommen werden, die Entscheidung darüber obliegt dem Lehrbetrieb. Der Lehrbetrieb kann für einen Lehre PLUS Matura-Lehrling zwischen einer monetären Förderung oder einer Lehrzeitverlängerung wählen.
- Fachberufsschule: Im Falle von zeitlichen Überschneidungen mit den Maturakursen, hat der Lehrling die Fachberufsschule zu besuchen. Freistellungen sind durch die Direktion möglich. Alternativ wird Ersatzunterricht angeboten.

Der Lehrling kann die Maturaausbildung jederzeit abbrechen, dies hat keine Konsequenzen für die Lehrausbildung. Es fallen keine Kosten an. Der Lehrling verliert mit Abbruch der Matura in keinem Fall die Lehrstelle. Bei Abbruch der Lehre können die bereits gestarteten Fächer beendet werden. Um ein neues Fach starten zu können, muss ein neuer Lehrvertrag vorgelegt werden.

### Aufbau des Tiroler Modells Lehre PLUS Matura ab 1. Juli 2020
Die beiden Bildungsinstitute WIFI Tirol und BFI Tirol haben sich 2020 zusammengeschlossen und bieten nun gemeinsam die Lehre PLUS Matura an. Aufgrund neuer rechtlicher Grundlagen wurde das Modell umstrukturiert. Der modulweise Aufbau der Kurse bietet Lehrlingen mehr Flexibilität beim Kursbesuch, die insbesondere auf das Leistungsvermögen abzielt.
Abschnitt 1 Lehre PLUS Matura Tirol

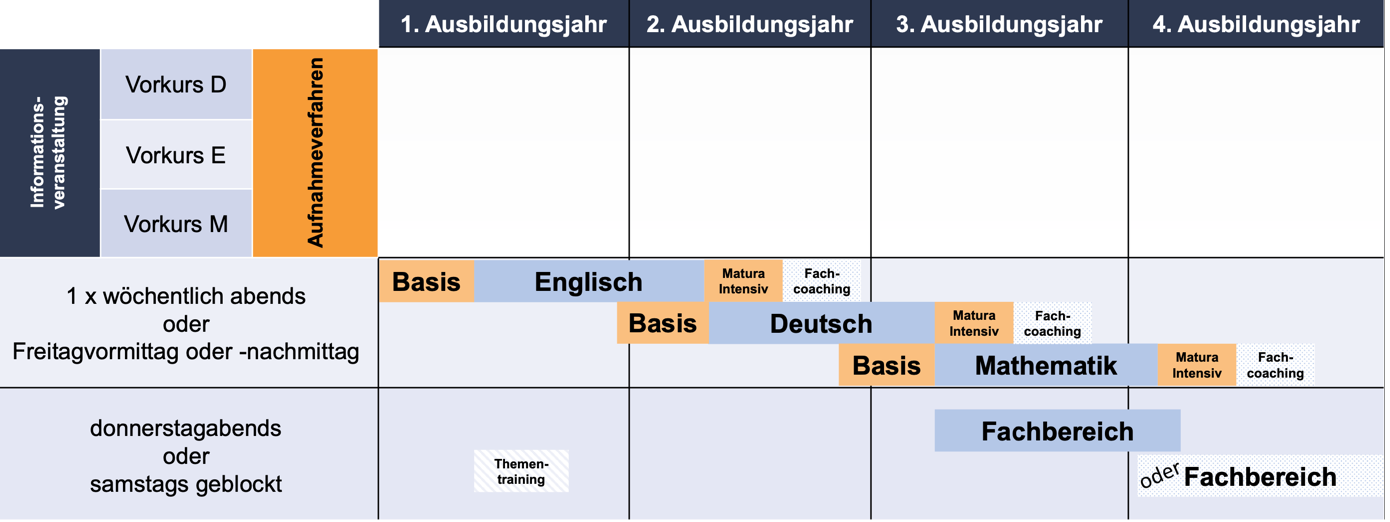
Der modulare Aufbau der Lehre PLUS Matura in Tirol

Abschnitt 1 umfasst eine Infoveranstaltung zum Thema Lehre PLUS Matura, den Besuch von Vorkursen in den Fächern Deutsch, Mathematik und Englisch im Ausmaß von 21 Lehreinheiten pro Fach. Das mehrstufige Aufnahmeverfahren beinhaltet einen Test in den Fächern Deutsch, Englisch und Mathematik sowie die Erstellung eines Motivationsschreibens. Zusätzlich werden mittels Potentialanalyse und dem SELLMO-Testverfahren Motivation und Leistungsbereitschaft der Lehrlinge abgefragt. 
Abschnitt 2 Lehre PLUS Matura Tirol

Der Abschnitt 2 umfasst die Basis- und Haupt-Maturakurse in Englisch, Deutsch und Mathematik. Der Basiskurs dient als Anfang der Maturaausbildung und dauert insgesamt 4 Wochen pro Fach. Ist dieser abgeschlossen, fängt der Haupt-Maturakurs an. Matura Intensiv ist ein intensiver Vorbereitungskurs für die jeweilige Maturaprüfung und findet mehrmals jährlich vor den Maturaprüfungen statt. Die Maturaprüfungen finden jeweils nach Absolvierung eines Kurses statt. Die Lehre PLUS Matura Kurse können unter der Woche abends oder am Freitag am Vormittag oder Nachmittag besucht werden. Die Kurse sind unabhängig vom Zeitmodell auf die Arbeitszeit anrechenbar (integriertes Modell).
Nach jedem besuchten Kurs hat der Lehrling sechs Monate Zeit, ein Fach positiv abzuschließen. Sollte dies nicht klappen, so kann der Lehrling durch den Besuch des Fach-Coachings die Frist erneut sechs Monate aufschieben.

## Zugangsvoraussetzungen für Lehre PLUS Matura Tirol
(am Beispiel Tirol)

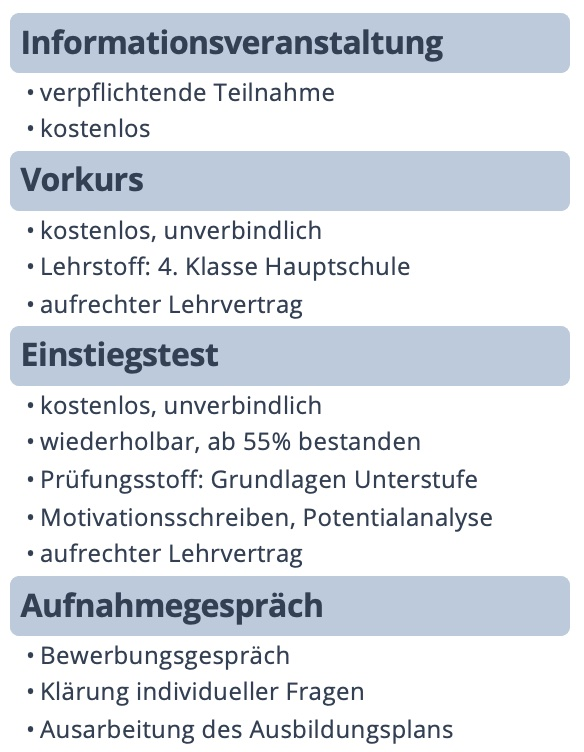
Aufnahmeverfahren der Lehre PLUS Matura Tirol

Der kostenlose Besuch der Maturakurse und das kostenlose Ablegen der Prüfungen im Rahmen von Lehre PLUS Matura ist möglich, weil die Ausbildung vom Staat Österreich gefördert wird. Um an der Ausbildung teilzunehmen, müssen folgende Richtlinien erfüllt werden:
- Lehrstelle ab dem Vorkurs
- Teilnahme an einer Informationsveranstaltung
- Einstiegstest in den Fächern Deutsch, Mathematik und Englisch. Der Test umfasst Stoffgebiet der 4. Klasse Mittelschule.
- Erstellung eines Motivationsschreibens
- Potentialanalyse und SELLMO-Testverfahren, bei dem die Motivation und Leistungsbereitschaft der Lehrlinge abgefragt werden
- Aufnahmegespräch mit einem Lehrlingscoach. In diesem persönlichen Gespräch wird die Lebens- und Berufssituation des Lehrlings analysiert und bewertet.

Der Einstieg in das Modell Lehre PLUS Matura kann ab dem ersten Lehrjahr erfolgen, dieser ist auch später möglich. Mit der Ausbildungsform kann Lehre und Matura erst nach dem 9. Pflichtschuljahr begonnen werden. Der vollständige Abschluss ist erst nach der abgeschlossenen Lehrausbildung möglich und die letzte Teilprüfung ist frühestens mit 19 Jahren zu absolvieren. Beim integrierten Modell muss der Ausbildungsbetrieb dieser Ausbildungsform zustimmen und einen eigenen Lehrvertrag abschließen.

## Ausbildungswege/Modelle

### Integriertes Modell
Das integrierte Modell sieht vor, dass der Lehrling während der Lehrausbildung auch die Maturakurse absolviert. Dazu wird der Lehrling einen Halbtag pro Woche vom Betrieb freigestellt, um den Maturakurs während der Arbeitszeit zu besuchen bzw. kann die Zeit, die der Lehrling im Maturakurs verbringt, auf die Arbeitszeit angerechnet werden. Somit ist es möglich, auch bei einem Besuch des Abendkurses das integrierte Modell zu besuchen. Die Zustimmung des Ausbildungsbetriebs ist dabei Voraussetzung. Der Ausbildungsbetrieb entscheidet dann auch, in welcher Form die Maturakurse in die Lehrzeit integriert werden:
Im Integrierten Modell werden diese besonderen Vereinbarungen zwischen Lehrling und Ausbildungsbetrieb (Freistellung, eventuelle Lehrzeitverlängerung)schriftlich festgehalten.
- Variante ohne Lehrzeitverlängerung: Die Lehrzeit bleibt wie für den jeweiligen Beruf vorgesehen unverändert. Durch den Besuch der Maturakurse verbringt der Lehrling weniger Ausbildungszeit im Betrieb.
- Variante mit Lehrzeitverlängerung: Die Lehrzeit kann um ein halbes Jahr verlängert werden.

Besucht der Lehrling während der Arbeitszeit den Maturakurs und wird die Lehrzeit nicht verlängert, so kann der ausbildende Betrieb eine Förderung beantragen.
Im Rahmen der neuen Bundes-Lehrstellenförderung, abgewickelt über die Lehrlingsstellen der Wirtschaftskammer, ist die Vorbereitung auf die Berufsreifeprüfung als zwischen- und überbetriebliche Ausbildungsmaßnahme förderbar. Gefördert werden die Kurszeiten im Ausmaß der Bruttolehrlingsentschädigung.
Voraussetzung
- Aufrechter Lehrvertrag
- Anrechnung der Kurszeiten auf die Arbeitszeit
- Keine Lehrzeitverlängerung
- Nachweis über die Anwesenheit (Schulbesuchsbestätigung)

### Begleitendes Modell
Im begleitenden Modell bleibt die Lehrausbildung von den Maturakursen völlig unberührt. Der Lehrling besucht die Maturakurse in seiner Freizeit. Somit kann die Lehre PLUS Matura auch völlig unabhängig vom Lehrbetrieb und ohne Änderung des Lehrvertrags absolviert werden. Der Vorteil ist, dass die Kurse individuell gestaffelt werden können.

## Maturaprüfungen
Die Maturaprüfung wird laut Berufsreifeprüfungsgesetz in den Fächern Deutsch, Mathematik, einer lebenden Fremdsprache und im Fachbereich abgelegt. Die Maturprüfung wird jeweils am Ende eines Ausbildungsteils abgelegt.
Für das Ablegen der Berufsreifeprüfung ist zu beachten: Drei der vier Teilprüfungen können bereits vor der Lehrabschlussprüfung abgelegt werden. Mindestens eine Teilprüfung muss nach der Lehrabschlussprüfung absolviert werden. Die letzte Teilprüfung darf frühestens mit Erreichen des 19. Lebensjahres absolviert werden.
Die Berufsreifeprüfung ist seit 1. April 2017 in Deutsch, der lebenden Fremdsprache und Mathematik im schriftlichen Teil eine Zentralmatura, bei der die allgemeinbildenden schriftlichen Prüfungsaufgaben vom Bildungsministerium erstellt werden und ein einheitlicher Prüfungstermin für ganz Österreich festgelegt wird.
Bei der Zentralmatura werden die Beurteilungskriterien einheitlich vorgegeben, sodass österreichweit und schulübergreifend die Leistung der Maturanten transparent und vergleichbar werden. Die Prüfung der lebenden Fremdsprache kann auch als mündliche Prüfung abgelegt werden, bei der keine zentralen Maturafragen vom Bildungsministerium erstellt werden.

### Fachbereich
Je nach Lehrberuf, den ein Lehrling ausübt, wird sie/er einem Fachbereich zugeordnet. In diesem Fachbereich ist eine Maturaprüfung abzulegen. Die Entscheidung, welcher Fachbereich abgelegt werden muss, trifft die Bildungsdirektion Tirol. Die Fachbereichsmatura muss mündlich und schriftlich abgelegt werden. Die Zuordnung des Fachbereichs richtet sich nach dem beruflichen Werdegang und wird von der Bildungsdirektion Tirol bestimmt. Im Rahmen des „Ansuchens zur Berufsreifeprüfung“ entscheidet sich, welches Fach an der Prüfungsschule abgelegt werden muss. Mindestens eine Prüfung muss an einer Schule vor einer Berufsreifeprüfungskommission abgelegt werden.
Von dieser Schule erhält der Lehrling das Reifeprüfungszeugnis (nach Nachweis der drei Teilprüfungszeugnisse und des Lehrabschlusses). Das „Ansuchen zur Berufsreifeprüfung“ erfolgt im ersten Schuljahr. Die Wahl des Fachbereichs ist bindend und kann später nicht mehr geändert werden.
- Betriebswirtschaft und Rechnungswesen: HAK Innsbruck
- Gesundheit und Soziales: HLW Kufstein
- Informationsmanagement und Medientechnik: HAK Innsbruck
- Bautechnik: HTL Bau und Design Innsbruck
- Elektrotechnik: HTL Innsbruck
- Politische Bildung und Recht: HAK Innsbruck
- Maschinenbau: HTL Innsbruck
- Chemie: HTL Bau und Design Innsbruck
- Touristisches Management: Villa Blanka Innsbruck

## Kosten
Die Kurskosten für die Lehre PLUS Matura werden vom Bund übernommen. Das heißt, für die Lehrlinge fallen für die Vorbereitungskurse, Kursunterlagen und Prüfungen keinerlei Kosten an, sofern folgende Kriterien beachtet werden:
- der Teilnehmer ist in einem Lehrverhältnis oder besucht einen Ausbildungskurs[4]
- die Vorkurse und Beratung wurden positiv abgeschlossen
- ein Ausbildungsvertrag mit einem Bildungsinstitut wurde abgeschlossen

Die Kurskosten werden im Ausmaß von insgesamt 900 Unterrichtseinheiten übernommen, wenn mindestens ein positiver Prüfungsantritt (Teil-Maturaprüfung) vor dem Lehrzeitende (+ 3 Monate Behaltefrist) stattgefunden hat.
Sonderregelungen
- Wenn entsprechende Gründe wie Karenzzeit oder Wehr- oder Zivildienst oder Erkrankungen vorliegen, kann die Teilnahme im Rahmen der 900 Unterrichtseinheiten um auf insgesamt 6 Jahre beantragt werden.

Im Modell Lehre PLUS Matura stehen dem Lehrling 900 Unterrichtseinheiten für Vorkurse, Basiskurse, Maturakurse und Intensivkurse sowie vier Prüfungsantritte pro Fach zur Verfügung. Alle weiteren Kurse und Nachhilfen müssen selbst bezahlt werden.